# Metauro
De Matauro, historisch Metaurus genoemd, is een rivier in Italië die ontspringt in de Apennijnen en uitmondt in de Adriatische zee. Bij deze rivier hebben twee veldslagen plaatsgevonden, de Slag bij de Metaurus en de Slag bij Fano.
- Nationale Bibliotheek van Tsjechië: ge780406
- Virtual International Authority File: 244533928
- WorldCat: E39PBJv4rddCJCKP6QDPG874MP